# Zerg

Structuri și unități zerg

Zerg este o rasă fictivă extraterestră cu minte colectivă, asemănătoare insectelor, din universul StarCraft.

### Unități

Hydralisk - o unitate Zerg

## StarCraft I

### Structuri
- Creep Colony[1] - clădire care poate fi transformată în Sunken Colony (apărare la sol) sau Spore Colony (apărare antiaeriană și detector[2]
- Defiler Mound
- Evolution Chamber
- Extractor
- Greater Spire
- Hatchery
- Hive
- Hydralisk Den
- Infested Command Center
- Lair
- Nydus Canal
- Queen's Nest
- Spawning Pool
- Spire
- Spore Colony
- Sunken Colony
- Ultralisk Cavern

### Unități[3]
- Broodling[4]
- Defiler[5]
- Devourer[6]
- Drone[7]
- Guardian[8]
- Hydralisk[9]
- Infested Terran[10]
- Larva[11]
- Lurker[12]
- Mutalisk[13]
- Overlord[14]
- Queen[15]
- Scourge[16]
- Ultralisk[17]
- Zergling[18]